# Meliphaga vicina
El mielero de la Tagula (Meliphaga vicina) es una especie de ave paseriforme de la familia Meliphagidae endémica de la isla Tagula, perteneciente a Papúa Nueva Guinea.